# Medaille „Veteran der Streitkräfte der UdSSR“

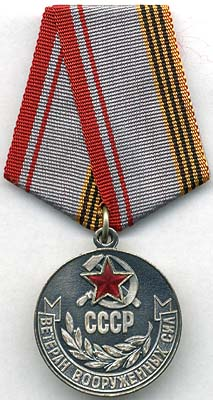
Avers der Medaille

Die Medaille „Veteran der Streitkräfte der UdSSR“ (russisch Медаль "Ветеран Вооруженных Сил СССР", Medal "Weteran Wooruschennych Sil SSSR") war eine staatliche sowie militärische Auszeichnung der UdSSR, welche am 20. Mai 1976 in einer Stufe gestiftet wurde. Die Medaille wurde an mehr als 400.000 Persönlichkeiten verliehen. Andere Quellen benennen eine Verleihungszahl von mehr als 800.000.

## Verleihungsbedingungen
Die Medaille konnte an alle Angehörigen der Sowjetarmee, der Seekriegsflotte, der Grenztruppen sowie der Inneren Truppen der UdSSR bei ihrer ehrenvollen Entlassung aus dem militärischen Dienst in die Reserve verliehen werden. Bei Verabschiedung in den Ruhestand konnte die Medaille ferner verliehen werden, wenn der Beliehene 25 Kalenderjahre ohne Tadel in den Streitkräften gedient hatte. Bei der Verleihung der Medaille wurden auch Dienstzeiten berücksichtigt, die vor dem Stiftungsdatum erfüllt worden waren.

## Aussehen und Trageweise
Die Medaille hat einen Durchmesser von 32 mm, besteht aus Messing und ist versilbert. Sie zeigt auf ihrem Avers am oberen Medaillenrand Hammer und Sichel, vor denen ein 13 mm großer emaillierter Roter Stern abgebildet ist. Darunter ist das Landeskürzel СССР zu lesen, unter dem wiederum ein links gerichteter Lorbeerzweig zu sehen ist. Das anschließende halbkreisförmig angelegte wehende Spruchband zeigt die Umschrift Ветеран Вооруженных Сил. Zusammen mit dem darüber liegenden СССР ergibt sich der Spruch Veteran der Streitkräfte der UdSSR. Das Revers der Medaille ist glatt und leer gehalten. Getragen wurde die Medaille an der linken oberen Brustseite des Beliehenen an einer grauen pentagonalen Spange, deren linker Saum die Farbkombination Rot (3 mm) – Grau (2 mm) – Rot (1 mm) aufweist. Der rechte Saum zeigt die Bandfarben des Ruhmesordens im Wechsel Orange (1 mm) – Schwarz (1 mm) – Orange (1 mm) – Schwarz (1 mm) – Orange (1 mm) – Schwarz (1 mm) – Orange (2 mm).